# Амерички стрип
Амерички стрип (енгл. American comic book) је цртана периодика пореклом из Сједињених Држава. Свеска америчког стрипа (у типичном облику који је настао 1933. године) карактеристично садржи између 24 и 64 страница.
Порекло америчког стрипа досеже још у 19. век, а повезан је са развојем сензационалистичког новинарства – први стрипови били су новински скечеви у служби додатне забаве читалаца. Поред Европске, америчка форма стрипа највише је допринела да овај уметнички медијум стекне аутономан статус, званично као "Девета уметност" и да поред филма, телевизије и видео игара постане саставни део америчке визуалне културе и глобалне поп-културе.

## Историјски развој
Корене Америчког стрипа заправо треба тражити у Европи: у делима Родолфа Тофера (Rodolphe Töpffer) и Вилхелма Буша. На пример, један од првих стрипова Бим и Бум (The Katzenjammer Kids) немачког цртача Рудолфа Диркса настао је под директним утицајем Бушова Макса и Морица.
Након скромних почетака у 19. веку, културолози развој Америчког стрипа деле на 8 историјских периода:

### Платинасто доба - 1897–1935
У прво доба, стрипови су излазили непериодично, у каишевима на задњим страницама дневних листова.
Теоретичарима стрипа тешко је да повуку границу између примитивног и савременог стрипа, али се сматра да је зачетак девете уметности цртана серија "Жути дечак" ("Hogan's Alley") Ричарда Аутколта (Richard F. Outcault), објављивана од 1894. године у Њујоршким часописима New York World и New York Journal. Са овим делом почиње и "балон" речи, карактеристичан за стрип.

#### – Стрип-балончић
Најпре је ‘Жути дечак’ нем, "говори" тако што су речи написане на његово одело, док свој први говор почиње да презентује у виду стрип-балончића 1986. године. Вид комуникације сличан овом постојао је већ од раније, али се ту први пут јавља у стрипу. За "Жутог дечака" такође је везано прво штампање самосталног стрип-издања, пошто се неологизам "стрип" (comic book) први пут у историји штампе јавља на корицама његовог репринт издања.

#### – Први прави стрипови
Први конвенционали стрип – каквог га данас знамо – био је Мали Немо пионира жанра Винзора Макеја.
Поред поменутих (The Yellow Kid, Katzenjammer Kids и Nemo) у том периоду настају многи карактери важни за стрип попут "Bad, Bad, Bad Mans!" (креирао 1904. цртач Jimmy Swinnerton), "Little Orphan Annie" стрип Харолда Греја који дебитира 1924, или Мачак Феликс који у скицама Пет Саливанa први пут излази као стрип почетком 1920. године.
Значајно дело је и Луди мачак (Krazy Kat) Џорџа Херимана први пут креиран 1911., а не заборавимо ни Дизнија, чији први јунак излази у форми стрипа 13. јануара 1930. (Mickey Mouse comic strip) у здруженом издању Кинг фичерс синдиката.

#### – Кинг фичерс
Предузетник Виљем Рандолф Херст 1915. оснива прво предузеће за маркетинг стрипова. Као дечак Виљем је био интровертан и будући без пријатеља, као вид забаве сакупљао је маркице, кутијице, поклопце, а између осталог и смешне стрипове који га инспиришу да касније постане најутицајнији импресарио историје стрипа. Под старатељством Кинг фичерс-а настају карактери Попај (1929), Бети Буп (1930), Блонди (1930), Мандрак (1924),Флаш Гордон (1934), Џим из џунгле (1934), Фантом (1936), Принц Валијант (1937), Редов Били (1950), Денис Напаст (1951), Аца и Маца (1954), Хогар Страшни (1973), и други.

#### – Јунајтед фичерс
Предузеће United Feature Syndicate бави се дистрибуцијом стрипова у дневне новине од 1919. године. Линија њихових дебитних карактера укључује врло значајне за стрип, као што су "Nancy" (1938), Li'l Abner (1934), Чарли Браун (1950), Гарфилд (1976), "Monty" (1985), Дилберт (1989) и други.
Модерни издавачи стрипова у данашње време изнова штампају збирке новинских карикатура и репринте ових каишева у виду књига и посебних (све чешће електронских) издања.

#### – Стрип-свеске
Иако се први посвећени стрип-магазин у Америци појавио тек 1933. године – колор стрип ‘Funnies on Parade’ штампан у стандардном "Comic Book" формату 6 5⁄8 in × 10 1⁄4 in (17 cm × 26 cm) – зачетком правог стрипа сматра се месечник Comic Monthly који се први пут појавио 1922 године. Штампан у 8 1⁄2 in × 9 in (22 cm × 23 cm) формату, објављивао је црно-беле репринте раније објављених новинских стрипова, а трајао је свега једну сезону. Њихов успешнији наследник издаван у формату свеске био је "Famous Funnies: A Carnival of Comics" објављиван месечно од 1934. до 1955. године.

#### – ‘Funnies’
Прво самостално издање серијског стрипа "The Funnies" дебитује 1929. са свескама које се сматрају претачом магазинског формата.
Упркос светској економској кризи, тадашњи стрипови – углавном графички романи – батале се по универзалној цени од свега 10 центи, да би били доступни што широј – пре свега дечјој – публици.

### Златно доба - 1935–1947
Јануара 1935. на издавачкој сцени појављује се компанија Нејшенел (каснији Ди-си) са New Fun Comics – првим периодичним часописом који на 64 страна нуди потпуно нов материјал у комплетним епизодама за свега 10 центи по наслову. Ускоро ће иста фирма, у серији под именом Action Comics да дебитује Супермена који је инстант хит – уз огромну зараду –, уводећи нови жанр суперхероја, који доприноси огромном расту индустрије. Деца постају луда за стриповима и појављују се нови издавачи у нади да ће их забавити. Компанија Дизни и издавачи стрипова Дел, Арчи (Archie Comics) и др. пласирају на милионе, пре свега хумористичних стрипова са антропоморфним животињама и карикираним ликовима, које млади читаоци зову „Смешне књиге“ (енгл. Funny Books).

#### – Издавачка кућа ‘Дел’
Издавачка кућа Dell Publishing (данас под именом Penguin Random House) основана 1921. једна је од најзначајнијих за амерички стрип. Издаваштво је било најактивније између 1929-1973. Издавач је само током 1953. сваког месеца пласирао 26 милиона стрипова на тржиште.

#### – Ди-Си Комикс
Предузетник Малколм Вилер-Николсон (Malcolm Wheeler-Nicholson) 1936. године у Њујорку оснива претачу ‘DC Comics’-а под именом Detective Comics, Inc. – фирму која објављује званично прву серију правог америчког стрипа, и нешто касније прве суперхеројске стрипове Супермен (1938) и Бетмен (1939).

#### – Марвел Комикс
Њујоршки издавач рото-романа Мартин Гудман (Martin Goodman) оснива претачу познатог ‘Marvel Comics’-а.

#### – Фосет Комикс
‘Fawcett Comics’ био је један од неколико успешних издавача стрипова током Златног доба 1940-их. Њихов најпопуларнији лик био је Капетан Марвел, алтер-его репортера Билија Бетсона, који се трансформисао у хероја кад год би изговорио магичну реч „Шазам!“.

### Нуклеарно доба - 1947–1958
Атомском бомбом баченом на Јапан почиње – како је познато у конвенционалној историји – нуклеарна ера, а исти термин везује се и за стрип у пероду који карактерише "Хладни рат" у свету. У јеку послератне кризе, у другој половини 1947. године издавачи умањују број страница како би се изборили са инфлацијом и порастом цена. Оно што је у "Златном добу" било 52 странице за десет центи, за исти новац су 32 странице. Ова жеља да се цене задрже ниским на крају је довела до кризе целог жанра, те су многи издавачи изгубили интересовање за продају стрипова, пошто су могли да зараде више продавајући скупље часописе.
У Америчком послератном стрипу примећује се пораст мрачнијег, зрелијег садржаја, са суперхеројима потиснутим у лавини нових наслова намењених старијим читаоцима. Ове тзв. одрасле теме нису само романтика, криминалистика, вестерн, ратни и борилачки стрипови, него и рискалнији наслови о „добрим девојкама“ (енгл. "good girl" art), као и шокантан, врло графичан хорор. Овај садржај намењен одраслима доводи до реакције конзервативних интересних група, што доприноси спонтаном развоју јединствене друштвене цензуре, неке врсте моралне класификације, познате под именом Comics Code Authority (Стандардни систем за рангирање и квалификацију стриповног садржаја). Другим речима, да би избегла конфликте и судове, индустрија развија систем самоцензуре, по којем се издавач ограђује од осуде и злоупотребе тако што унапред на корицама назначи да дотични материјал није за дечји узраст (сличан систем кодирања постоји и данас у индустрији забаве). Због ових измена у еволуцији стрипа, компанија Марвел која је постала популарна пратећи Диси-јевски тренд заснован на суперхеројима, у ово време доживљава крах.
Узгред, током читавог овог периода жанрови смешног антропоморфног и тинејџерског хумора одржавају своју доминанцију код млађих читалаца, док брзи развој телевизије доводи до повећања броја лиценцираних наслова заснованих на ТВ серијалима и франшизама.

### Сребрно доба - 1958–1970
Генерално лаган и забаван период стрипа са доста иновација. С краја 1958. суперхероји се полако враћају на сцену. Како Ди-си почиње да проналази публику и за друге суперхероје осим Бетмена, Супермена и Чудесне жене, и Марвел се полако опоравља од мањка прихода из продаје својих наслова. Овај период бележи крај каријере Марвеловог уметника Џоа Менлија (Joe Maneely) – трагична погибија 1958. падом у њујоршки метро – али и појаву имена Џек Кирби и Стив Дитко, чувених стрип-аутора који се враћају у Марвел из издавача Atlas Comics. Уз помоћ такве креативне силе, Марвел покушава да понови ранији успех Диси-ја са суперхеројима, готово их надмашивши до краја 60-их. Марвелови ликови почињу да се продају у милионима примерака, а њихова популарност доноси ауторима и издавачу масу уговора за лиценцирање повезаних производа и (јефтиних али успешних) цртаних филмова.
За то време успех игране серије Бетмен је огроман, иако краткотрајан – хит који показује континуирану одрживост суперхероја и у медијима ван стрипа.
За све то време и смешни жанр стрипа са антропоморфним животињама и адолесцентним хумором и даље неометано забавља млађе читаоце.

#### – ‘Atlas Comics’
Вреди поменути и овај краткотрајни експеримент, који је тежио да створи трећу, алтернативну издавачку кућу која би либерализовала тржиште стрипа, до тада доминирано само од стране две велике компаније. Након што је "Чип" Гудман, син Мартина Гудмана власника компаније Марвел смењен са позиције главног уредника у корист Стена Лија, отац и син покрећу Атлас Комикс у покушају да потисну Марвел са трибина и да покажу да су заправо они прави покретачи Марвеловог успеха. Ово завршава комерцијалним неуспехом, али бар годину дана постојала је трећа компанија која је издавала мејнстрим авантуристичке стрипове у Америци. Већина њихових стрипова су били инфериорна копија, или су претворени у кич током Гудманових покушаја да их на силу учини сличним Марвеловим креацијама, али ту и тамо би се међу њима нашао и неки квалитетнији материјал са потенцијалом да постане хит – у случају да је оригиналност била важнија од такмичења са Марвелом.

### Бронзано доба - 1970–1985
Током 1970. Ди-си премамљује Кирбија из Марвела, а Стен Ли се одлучује за уступање места млађем таласу обожавалаца који су у међувремену постали професионални стрип-аутори. Захваљујући овом стратешком потезу Бронзани период карактерише привремени пад Ди-сијеве популарности а Марвел по први пут престиже свог конкурента по продаји стрипова. Међутим, борба конкуренције између два џина индустрије не спречава их да оба постигну велики успех у продаји стрипова лиценцираних са филмских медија – Ратови звезда, Џиај Џо, Микронаути и друге франшизе постају невероватно успешне за све издаваче, било у стрипу, било у пратећим играчкама.
Рађање директног тржишта доводи до раста броја издавача и повећања квалитета стриповних издања. Ово је период када стрип са киоска прелази у добро снабдевене, специјализоване радње. Растом броја читалаца, и сазревањем нове генерације стрипских конзуманата издавачи селе своје пословање у продавнице стрипова, док су дугогодишњи лидери жанровских наслова прилагођених деци (као што су Харвеј, Голд Кеј и Чарлтон) осуђени на гашење, јер не објављују оно што специјализоване продавнице наручују за своје купце – новоталасне фанове.
Период карактерише сложеност стриповних радњи – комплекснија сценографија. Од серијала, Марвелов Secret Wars завршава истог месеца када започиње DC-јев серијал Crisis on Infinite Earth (Криза бесконачних земаља). Међутим, инфлација драстично утиче на трошкове пословања и штампања, па се цена стрипова учетворостручује – са тада стандардних 15 на 65 центи. Међутим, борба на директном тржишту чини ово повећање мање важним, јер трговци морају да наручују увек нове стрипове да би остали у послу.

### Бакарно доба - 1985–2000
Директно тржиште је немилосрдно, те доводи до доминанције једних а елиминисања других издавача: уколико стрип није довољно занимљив, оно што на пултовима радњи остане од продаје, практички се губи. Ово је период развоја "indie", независног издаваштва, са црно-белом штампом и ограниченим тиражом што поспешује успех на пример Нинџа корњача, али и њихова популарност је краткотрајна, упркос брзом доспевању на филмско платно и њиховом постајању својеврсне ТВ и видео сензације. Промене у индустрији забаве су хитре и утичу на развој комплетног друшва.
Појавом интернета сада већ деца не конзумирају стрип (постају све заинтересованија за другу забаву као што су видео игрице, видео касете и ДВД), те одрасли постају главни клијенти издавача. Независно ('indie') издаваштво почиње да се препознаје као инкубатор талента, јер све више издавача користи предности релативно ниске цене стрипова у поређењу са филмском и ТВ индустријом. 'Indie' наслови постају нови тренд (почев од јефтиних и мање квалитетних Fanzine, до квалитетних и тражених Megazine часописа), па независни издавачи постају праве машине за лиценцирање – њихова сопствена хит-линија оригиналног садржаја постаје хит и на филму, као што су били рецимо Маска и Људи у црном.
У овом периоду настаје својеврстан тренд: популарни ствараоци постају важнији од својих ликова – постају праве звезде. Стрип-креатори попут Џима Лија, Френка Милера, Тода Мекфарлејна и других, могу себи да дозволе стварање сопствених издавачких кућа, или да искористе предности нових услова тржишта забавне индустрије. Специјални уговори са великим издавачима уметницима омогућују да створени стриповни лик остане у власништву креатора (раније су издавачи присвајали ликове, што је доводило до бескрајних спорова са ауторима).

#### – Револуција независних ‘Indie’ издавача
Настаје читава серија независних издавачких фирми у којима стрип-аутори самостално објављују своје креације. То су издавачи  и други. Овај развој околности доводи до здраве конкуренције. Цене стрипова поново расту, више се него утростручују, јер мејнстрим издавачи знају да трговци морају да наручују своје стрипове да би остали у послу, а повишене цене гарантују једнако повећање прихода на тржишту. Стрип је постао куриозитет, и фанови стрипа желе да плате више за квалитетна издања, док је потражња за старим, класичним стриповима постигла чак невиђене размере.

### Пластично доба - 2000–2020
Период назван по тренду при којем тржиште више није у рукама читалаца, већ продаваца који доносе одлуке на основу само два фактора: (1) носталгије и (2) шта је ново што се тражи. Пошто је стрип сада намењен колекционарима, чак се и све скупљи наслови више не пазаре новцем из џепа, него кредитним картицама. Издања са више варијанти корица (Variant covers) јасно говоре да је циљ индустрије да повећа продају, без обзира да ли ће стрип унутар тих корица икада бити прочитан од стране купца. (Наравно, за разне верзије корица ангажују се највеће звезде индустрије, уметници који заиста сјаје кроз своја остварења – у ово време појављује се у Америци и низ ствараоца са Југословенских простора, као што су Есад Рибић, Стјепан Шејић или брачни пар Марко Ђурђевић и Јелена Кевић-Ђурђевић.)
Међутим, има и пратећих проблема: Марвел и Ди-си се суочавају са огромним притиском дигиталне пиратерије. Тржничке колекције меких и тврдих корица су и даље у потражњи, али због високе цене папирних издања, куповина путем интернета је у успону.
'Indie' ствараоци су данас регрутовани да намерно батале стил класичних суперхероја и употребе елементе постмодерне и поједностављења како би се хероји њихових остварења уклапали у "реалне" трендове масовно популарних филмских и ТВ верзија.
Лака доступност дигиталних верзија стрипа смањује интересовање читалаца за набавком старих папирнатих издања. За ове, формиран је CGC стандард оцене вредности (дефинише коначни скуп параметара, као квалитет, очуваност, период изласка, издавач итд. који одређују цену појединих наслова и основних серија на тржишту). Издавачи додају појединачне репринте и факсимилна издања да би ушли у трку. Намерно се штампају лимитирана (Variant covers) издања итд. У ово модерно време и последњи остаци славних суперхеројских стрипова намењених деци и тинејџерском узрасту нестали су у потпуности. Стрип је постао спорт колекционара, оних појединаца који заиста цене и познају праву вредност стрипова.

### Пикселно доба - 2020–до данас
Неки иду и даље, па говоре о пост-ковид периоду стрипа. Ковид-19 на дужи период "искључује" комплетну индустрију, терајући водеће компаније попут Ди-си на осјетљиве дистрибутивне одлуке (укидање продаје у стриповним радњама). Изгледа да је тренд будућности у дигиталним издањима које се дистрибуишу преко дигиталних платформи. И Марвел и Ди-си се труде да смање трошкове пословања отказивањем штампања читавих серијала и чине их доступним искључиво у дигиталној форми и то каналисане преко дедикованих дигиталних апликација. Коначно, ту је и одговор на културу одабира популаризовану интернетским стреаминг услугама, као што је Нетфликс, Ситкомикс, који читаоцима нуде могућност приступа "највећим хитовима" класика из златног доба стрипа комбинујући са иновацијама нових формата и квалитетом штампе пластичног доба. Стрип је поново доступан свима, продаје се маса издања у периоду од само неколико кратких година!

## Извори
- Duncan, Randy; Smith, Matthew J. (2009). The Power of Comics: History, Form & Culture. New York: Continuum. ISBN 978-0826429360. OCLC 231585586.
- Coville, Jamie. „The History of Comic Books: Introduction and "The Platinum Age 1897–1938"”. TheComicBooks.com, n.d. Архивирано из оригинала 15. 4. 2003. г.
- „Hero Special Edition: Comic Book Who's Who”. Warrior Publications. 1994. Приступљено 2023-04-18.
- „Hero Special Edition: The 100 Most Important Comic of All Time SC”. Warrior Publications. 1994. Приступљено 2023-04-18.
- „Hero Illustrated's Guide to Science Fiction”. Warrior Publications. 1994. Приступљено 2023-04-18.
- Daniel Wallace – Kevin Smith, foreword (2014): Super-Villains: The Complete Visual History. Insight Editions, San Rafael, California.
- The DC Comics Encyclopedia. All-new Updated. DK Publishing London – Penguin Random House, New York.
- Jimenez, P. (2004). The DC Comics Encyclopedia: The Definitive Guide to the Characters of the DC Universe. DK Pub. ISBN 978-0-7566-0592-6. Приступљено 2023-02-03.
- Walker, B. (2004). The Comics: Before 1945. Harry N. Abrams. ISBN 978-0-8109-4970-6. Приступљено 2023-02-03.
- DC Comics, Inc. (2010). Wednesday Comics (на језику: пољски). DC Comics. ISBN 978-1-4012-2747-0. Приступљено 2023-02-03.
- Levitz, P.; Baker, J. (2010). 75 Years of DC Comics: The Art of Modern Mythmaking. A Superman DC publication. Taschen. ISBN 978-3-8365-1981-6. Приступљено 2023-02-03.
- Cowsill, A. (2010). DC Comics: Year by Year : a Visual Chronicle. Dorling Kindersley. ISBN 978-1-4053-5080-8. Приступљено 2023-02-03.
- Dougall, A.; DeFalco, T.; Sanderson, P.; Brevoort, T.; Teitelbaum, M.; Wallace, D.; DK Publishing, Inc; Forbeck, M.; Darling, A.; Marvel Comics Group (2009). The Marvel Comics Encyclopedia: A Complete Guide to the Characters of the Marvel Universe. DK Pub. ISBN 978-0-7566-5530-3. Приступљено 2023-02-03.
- Snider, B.T. (2011). DC Comics: The Ultimate Character Guide. Dk Pub. ISBN 978-0-7566-8261-3. Приступљено 2023-02-04.
- Wiacek, S.; Morrison, G. (2021). The DC Book: A Vast and Vibrant Multiverse Simply Explained. DK. ISBN 978-0-7440-3980-1. Приступљено 2023-02-04.
- Scott, M.; Wiacek, S. (2020). Marvel Greatest Comics: 100 Comics that Built a Universe. Dorling Kindersley Limited. ISBN 978-0-241-41005-9. Приступљено 2023-02-04.
- Sanderson, P.; Lee, S. (2017). Marvel Year by Year. DK. ISBN 978-1-4654-5550-5. Приступљено 2023-02-04.